# Psychodelice
Psychodelice è il secondo album in studio della cantautrice italiana Meg, pubblicato il 15 aprile 2008 dalla Multiformis.

## Tracce
1. Distante – 5:23
2. È troppo facile – 3:55
3. Succhio luce – 4:50
4. Napoli città aperta – 4:43
5. Pandora – 4:11
6. Impossibile trasmissione – 5:40
7. Laptop Love – 4:52
8. Promises – 4:26
9. Running Fast – 2:54
10. Permesso? – 7:47

Tracce bonus
1. Up in the Air (disponibile solo su iTunes) – 4:37

## Classifiche
| Posizione | 41 | 43 | 47 | 53 | 57 | 37 | 45 | 62 | 62 | 78 | 75 | 88 | 80 | 91 |